# Cristo Expirante
El Cristo Expirante es una escultura del Museo Soumaya. El ejemplar puede clasificarse como hispano-filipino del siglo XVII. Es uno de los tipos más difundidos en este arte hispano-filipino, en general tallados en piezas de marfil de considerable tamaño e inspirados en modelos europeos del siglo XVI.

## Descripción específica
Su cabeza está ligeramente levantada hacia la izquierda, ceñida de gruesa corona de espinas y cabellos de rizos tratados como finos hilos, presenta el aire oriental más marcado por la contextura de los ojos cuyos párpado inferior insinúa una doble curva.